# IC 2058
IC 2058 ist eine Spiralgalaxie mit ausgedehnten Sternentstehungsgebieten vom Hubble-Typ Scd im Sternbild Dorado am Südsternhimmel. Sie ist schätzungsweise 54 Millionen Lichtjahre von der Milchstraße entfernt und hat einen Durchmesser von etwa 50.000 Lichtjahren.

Im selben Himmelsareal befinden sich u. a. die Galaxien NGC 1546, NGC 1549, NGC 1553, IC 2060.
Das Objekt wurde am 8. Dezember 1899 vom US-amerikanischen Astronomen DeLisle Stewart entdeckt.